# Cherico Detenamo
Cherico Ivan Detenamo (* 4. Februar 1978) ist ein ehemaliger nauruischer Leichtathlet.
Sein größter Erfolg war die Nominierung für die Olympischen Sommerspiele 2000 in Sydney, wo er im 100-Meter-Lauf antreten sollte. Jedoch startete er nicht.
Seit Februar 2018 ist er Präsident der Nauru Basketball Association.